# Petrophila opulentalis
Petrophila opulentalis là một loài bướm đêm trong họ Crambidae.